# Stepan Ustimenko
Stepan Jakowycz Ustinenko, Stiepan Jakowlewicz Ustimienko (ukr. Степан Якович Устименко, ros. Степан Яковлевич Устименко, ur. 16 maja?/29 maja 1917 we wsi Krut'ki, obecnie w czornobajiwskim w obwodzie czerkaskim, zm. 20 kwietnia 1945 nad Sprewą) – radziecki wojskowy, młodszy porucznik, Bohater Związku Radzieckiego (1944).

## Życiorys
Urodził się w ukraińskiej rodzinie chłopskiej. Ukończył technikum mechanizacji gospodarki rolnej, pracował jako kombajnista w Stacji Maszynowo-Traktorowej, w 1937 został powołany do Armii Czerwonej. W 1938 ukończył szkołę wojskową Floty Czarnomorskiej w Kerczu, trzy lata służył na okręcie. W 1941 brał udział w obronie Odessy, Sewastopola, Mikołajowa i Noworosyjska, w 1942 został przeniesiony do piechoty morskiej. Od 1943 służył w wojskach zmechanizowanych (lądowych), 24 marca 1944 jako p.o. dowódcy samodzielnej kompanii zwiadowczej 20 Gwardyjskiej Brygady Zmechanizowanej 8 Gwardyjskiego Korpusu Zmechanizowanego 1 Armii Pancernej 1 Frontu Ukraińskiego w stopniu młodszego porucznika brał udział w forsowaniu Dniestru w rejonie Zaleszczyk. Przez umiejętne dowodzenie przyczynił się wówczas do pomyślnego wykonania zadania przez kompanię i zdobycia dużej ilości broni i sprzętu wroga. W 1945 zginął podczas forsowania Sprewy. Został pochowany w mieście Landsberg (obecnie Gorzów Wielkopolski).

## Odznaczenia
- Złota Gwiazda Bohatera Związku Radzieckiego (26 kwietnia 1944)
- Order Lenina
- Order Czerwonego Sztandaru
- Order Wojny Ojczyźnianej I klasy
- Order Czerwonej Gwiazdy